# Köhler (Fisch)
Der Köhler oder Kohlfisch (Pollachius virens) gehört zur Familie der Dorsche und damit zur Ordnung der dorschartigen Fische. Fischer und Angler nennen ihn in der Regel „Köhler“. In Handel und Gastronomie wird er aus historischen (und verkaufsfördernden) Gründen fast ausschließlich unter dem Handelsnamen Seelachs verkauft und damit fälschlich mit der Fischfamilie der Salmoniden („Lachsfische“) assoziiert.

## Name und Abgrenzung
Die allgemeinsprachlichen Namen Kohlfisch und Köhler nehmen Bezug auf seine dunkle bis schwarze Färbung.
Die Art wird im Englischen auch als Pollack oder Pollock bezeichnet und ist zu unterscheiden vom im Nordost-Atlantik und Mittelmeer vorkommenden Pollack (Pollachius pollachius; auch Steinköhler, Kalmück oder Kohlmaul) sowie dem Pazifischen Pollack (Gadus chalcogrammus; auch Alaska-Pollack oder Alaska-Seelachs), die beide ebenfalls zu der Familie der Dorsche gehören.
Der in Handel und Gastronomie verbreitete Handelsname Seelachs ist insoweit verwirrend, als diese Tierart nicht zu den Lachsen zählt, die zur Familie der Salmoniden gehört, sondern zu den dorschartigen Fischen. Bei diesem Handelsnamen (wie bei dem meist als Alaska-Seelachs gehandelten Pazifischen Pollack) handelt es sich um eine historische Handelsbezeichnung aus der Zeit, in der Dorscharten und Dorschartige erstmals als Lachsersatz genutzt wurden.

## Merkmale

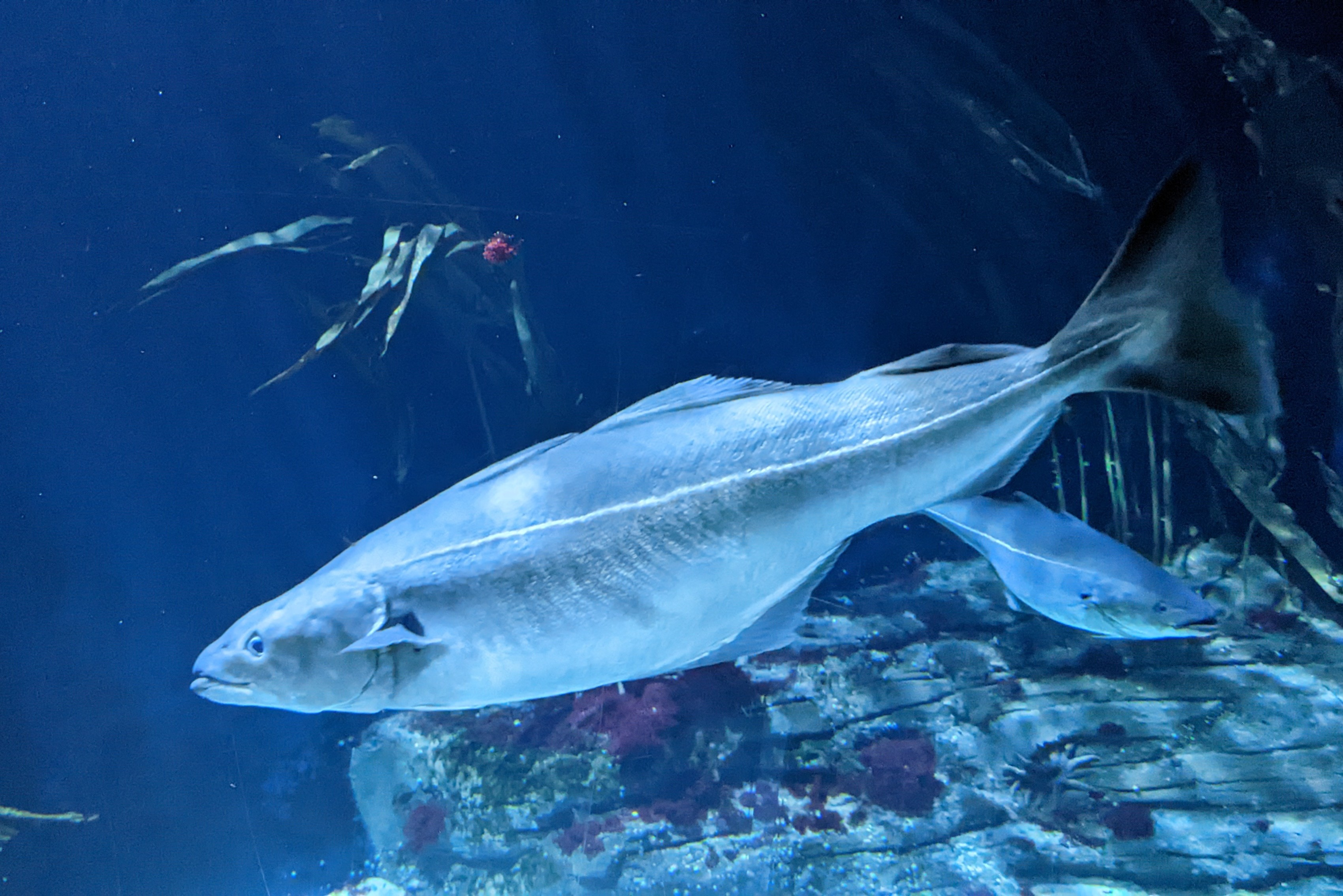
Ausgewachsener Köhler, erkennbar an der geraden, hellen Seitenlinie, die parallel zum Rücken verläuft

Der Körper des Köhlers ist langgestreckt und er besitzt drei Rückenflossen sowie zwei Afterflossen, die dicht zusammenstehen. Die Seitenlinie, ein deutlich sichtbarer heller Streifen, verläuft parallel zu seinem Rücken, wo er meist pechschwarz gefärbt ist und die Färbung über die Flanken in eine silbrig-weiß glänzende Unterseite übergeht. Die älteren Tiere erkennt man an einem leicht vorstehenden Unterkiefer. Es ist auffallend, dass der für Dorsche charakteristische Kinnfaden meist fehlt.
Köhler erreichen ein Alter von bis zu 30 Jahren und werden bis zu 1,20 Meter lang und bis zu 17 Kilogramm schwer. Den weltweit größten dokumentierten Köhler, einen Fisch von 22,3 kg, konnte ein Angler am Saltstraumen in Nord-Norwegen fangen.

## Vorkommen
Der Köhler kommt im gesamten Nordatlantik und in der nördlichen Nordsee vor, immer öfter auch in der Ostsee. Er hält sich in der Nähe der Küste und auf dem offenen Meer auf und ist bis zu einer Tiefe von 250 Metern anzutreffen.

## Lebensweise
Der Köhler ist ein pelagisch lebender Schwarmfisch. Die Hauptnahrungsquelle der Jungtiere sind Krebstiere und Fischlaich, während erwachsene Köhler Jagd auf kleinere Schwarmfische (Heringe, Sprotten) machen.

## Nutzung

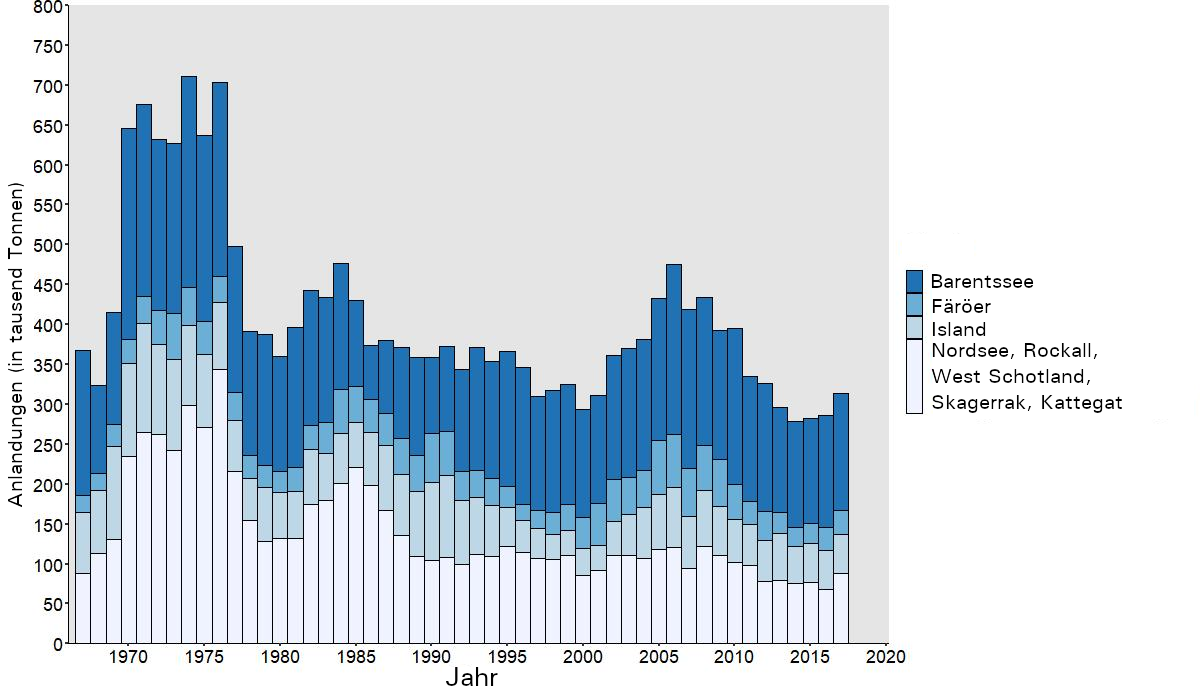
Anlandungen von Seelachs (Pollachius virens) im Ostatlantik

Der Köhler wird im Atlantik mit Schleppnetzen befischt.

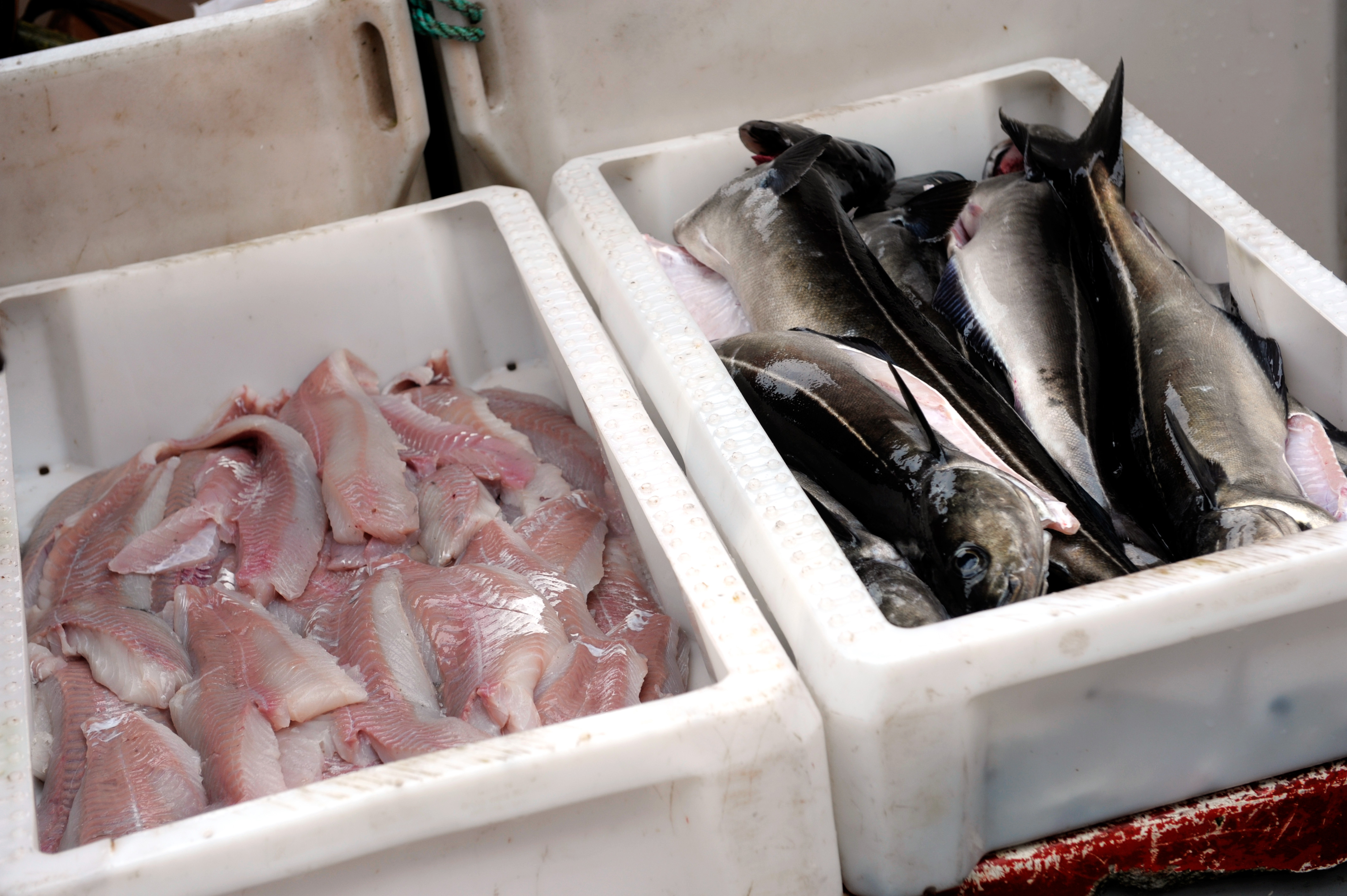
Köhler/„Seelachs“ im Fischhandel: Filets (li.), ausgenommene Fische

Der Köhler liegt bei den am meisten verzehrten Speisefischen in Deutschland an neunter Stelle (mit 1,3 Prozent des Seafood-Marktanteils im Jahr 2021). Er kommt als Frisch-, Salz- oder Trockenfisch, gefärbt als Seelachs in Öl und als gefrorene Filets auf den Markt.
Spätestens seit Anfang des 20. Jahrhunderts wurde der Köhler als Lachsersatz genutzt und dafür rot eingefärbt. Dieses Produkt ist aufgrund der Farbstoffe gesundheitlich nicht unbedenklich, insbesondere bei Kindern. Für Lachsersatz aus gefärbtem Köhler entstand historisch zunächst ein Bedarf durch den einbrechenden Import echten Lachses im Ersten Weltkrieg,
dann durch den zurückgehenden Lachsfang in Mitteleuropa. Das Verfahren und die Verwendung als Lachsersatz blieb weiterhin üblich. In diesem Zusammenhang entstand in den 1930er Jahren der bis heute verwendete Handelsname Seelachs. Dieses Marketing war erfolgreich und der historische Handelsname blieb, selbst als die Verfügbarkeit von echtem Lachs, unter anderem durch Aquakulturzucht wieder zunahm. Ende der 1990er Jahre war der Köhler/Seelachs seinerseits überfischt.

Beispiele für die Zubereitung
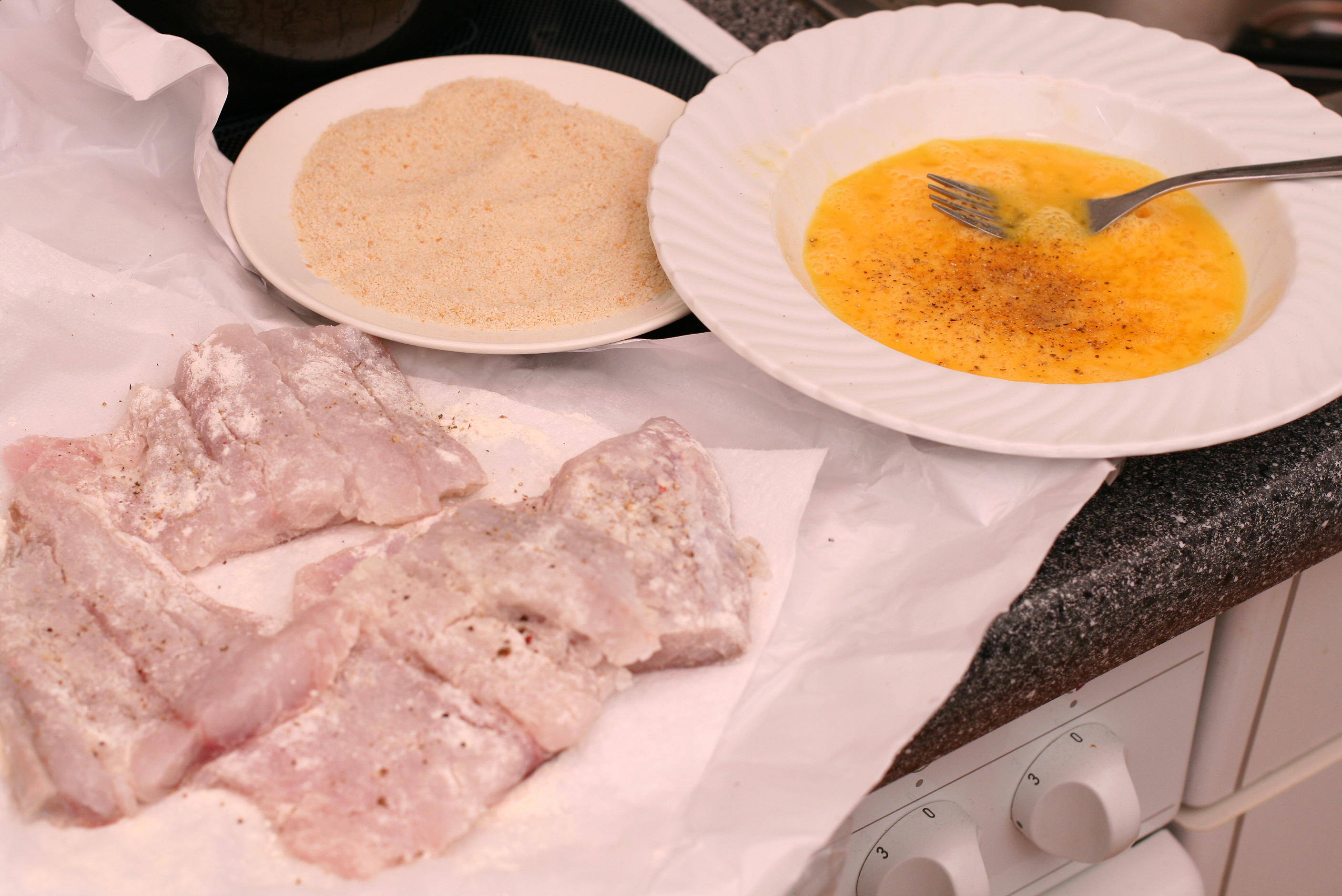
Panieren von (bereits mehlierten) „Seelachsfilets“ mit geschlagenem Ei und Paniermehl
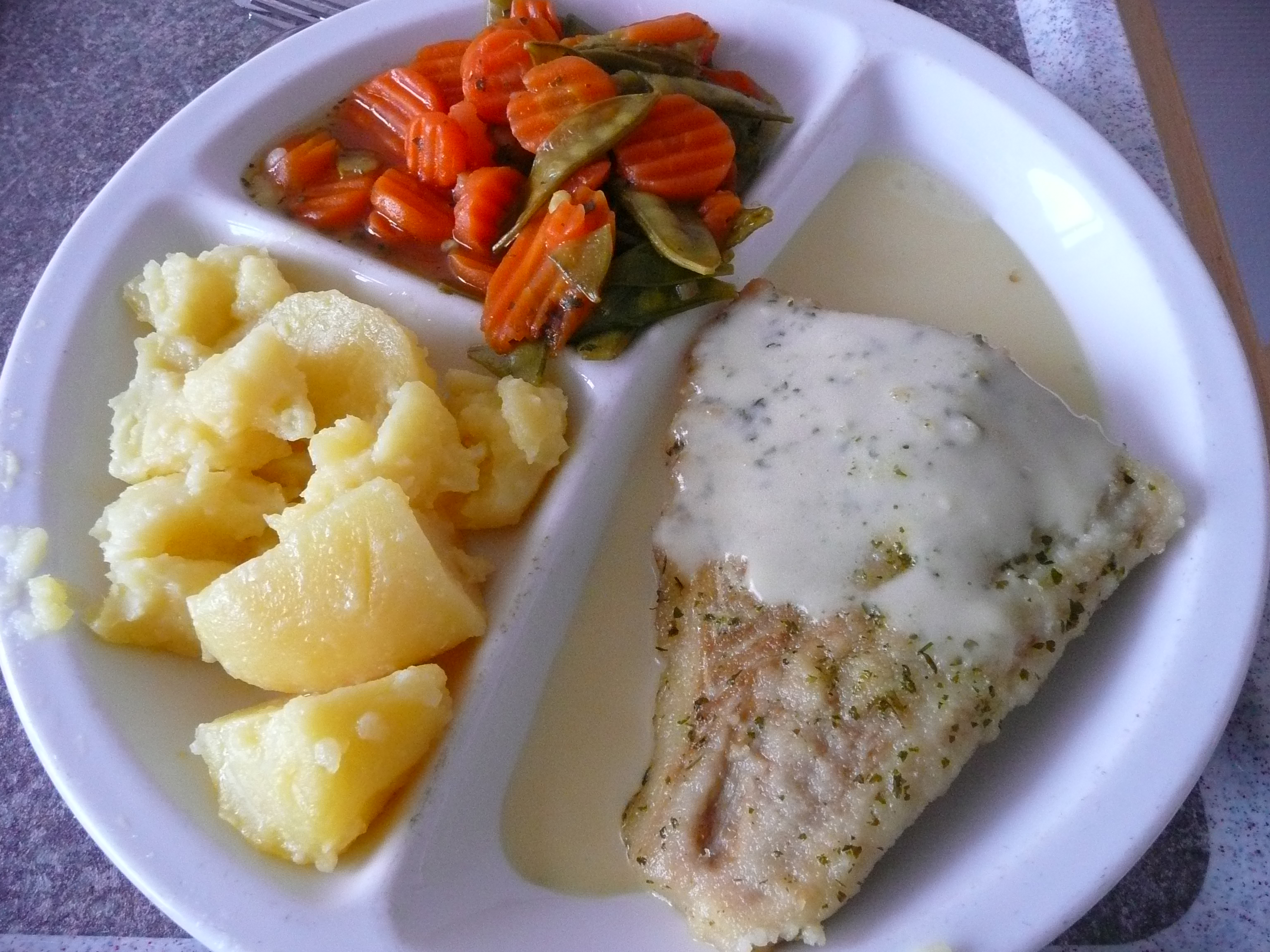
„Seelachsfilet“ in Kräuterhülle, mit Zitronensauce, Gemüse und Salzkartoffeln
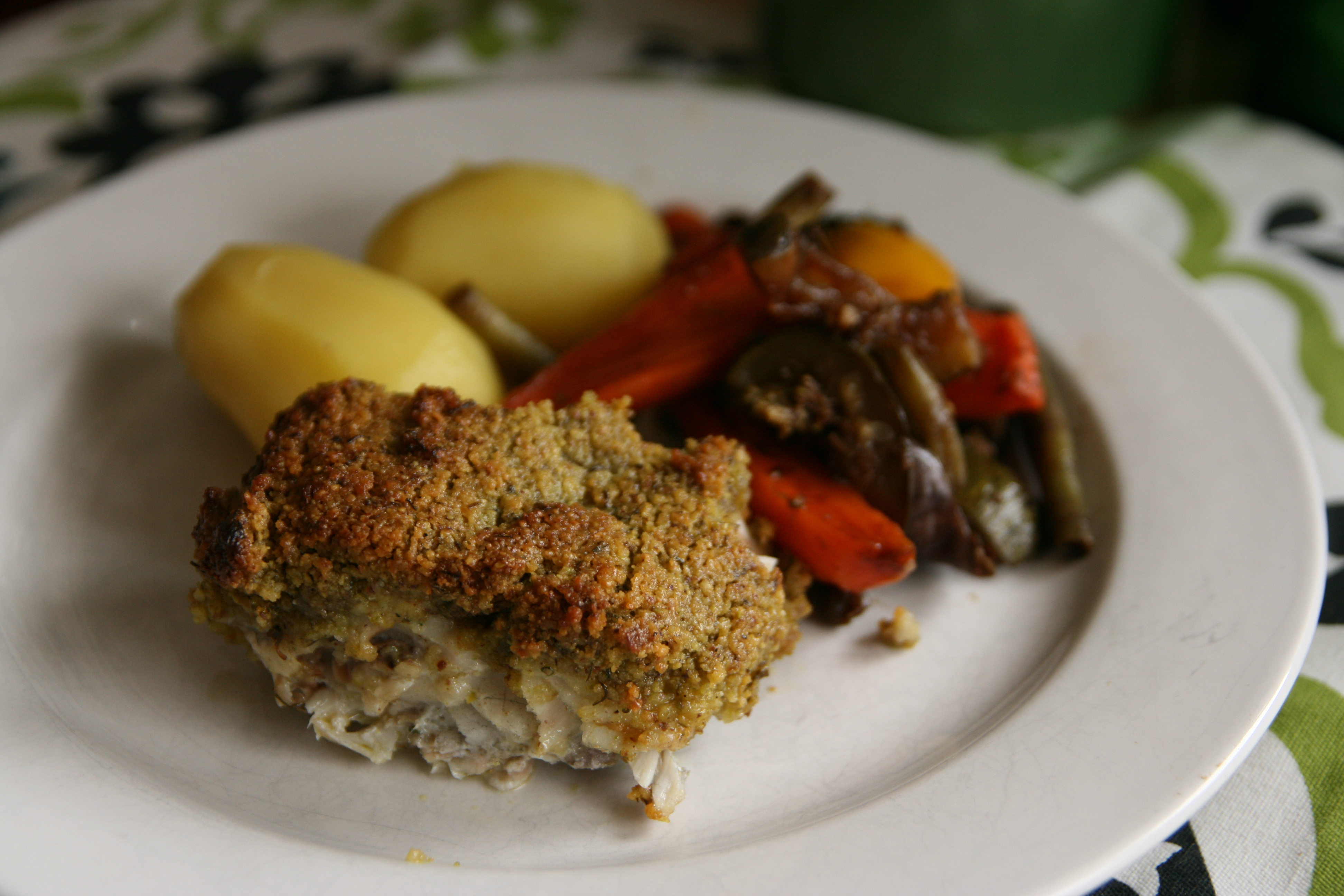
„Seelachs“ mit Pistazienkruste überbacken, mit Gemüse und Salzkartoffeln